# Беньяминсен, Фроуи
Фроуи Беньяминсен (фар. Fróði Benjaminsen; 14 декабря 1977, Тофтир, Фарерские острова) — фарерский футболист, полузащитник клуба «Скала». Рекордсмен по числу сыгранных матчей за национальную сборную Фарерских островов.

## Клубная карьера
Фроуи начинал свою карьеру в клубе «Б68» из своей родной деревни. Он дебютировал за эту команду 8 июня 1994 года в матче чемпионата Фарерских островов против клуба «ГИ Гота». В своём дебютном сезоне Фроуи провёл четыре встречи за первую команду клуба. С 1996 года он стал твёрдым игроком основы тофтирцев и на протяжении семи сезонов был лидером команды, однако так и не добился с ней особых успехов. В 2004 году Фроуи перешёл в исландский «Фрам», но уже через год вернулся на родину, перейдя в клуб «Б36». Там он выступал на протяжении трёх сезонов и впервые в карьере стал чемпионом страны. В 2008 году состоялся переход Фроуи в «ХБ Торсхавн», за который он выступает до сих пор.

## Карьера в сборной
Фроуи провёл четыре матча за юношескую сборную Фарерских островов. Его дебют за первую сборную страны состоялся 18 августа 1999 года в матче против сборной Исландии. Свой первый мяч за сборную он забил 21 августа 2002 года в матче против сборной Лихтенштейна. С 2008 года Фроуи является капитаном своей сборной.

## Достижения

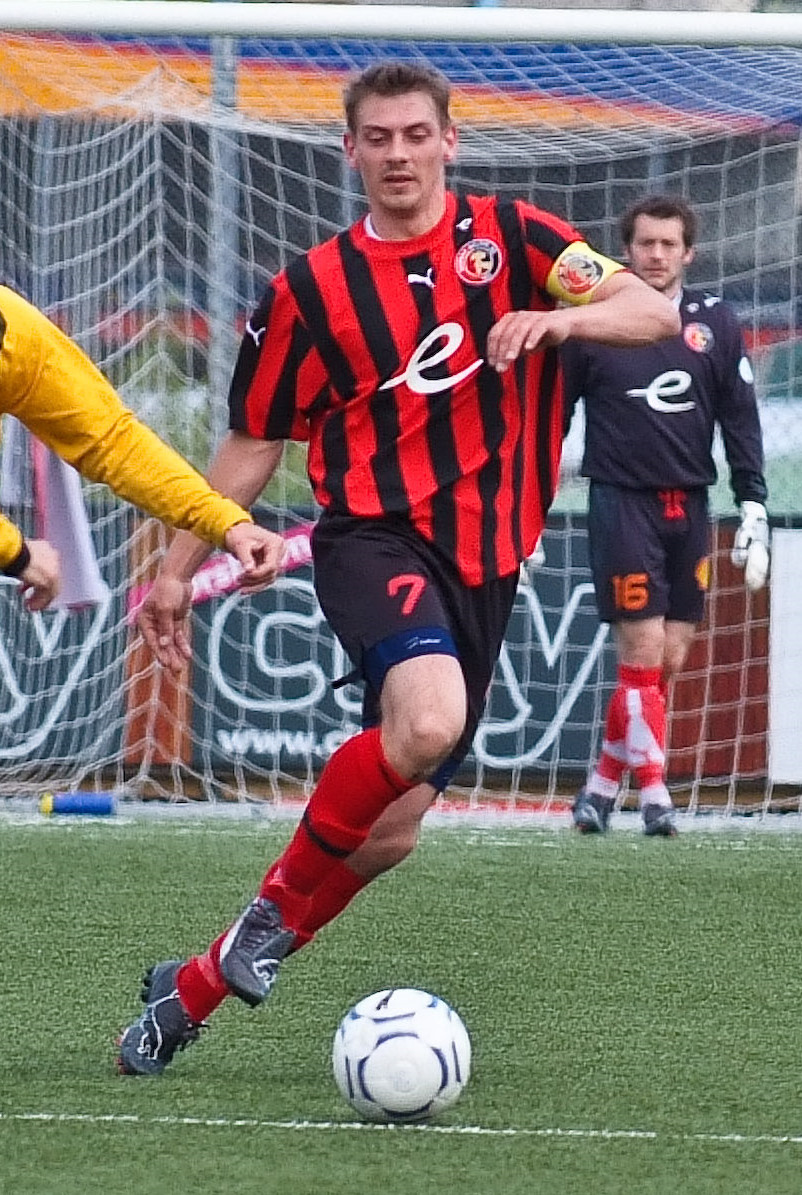
Фроуи Беньяминсен в матче за «ХБ Торсхавн»

### Командные
«Б36»
- Чемпион Фарерских островов (1): 2005
- Обладатель кубка Фарерских островов (1): 2006
- Обладатель кубка Атлантики (1): 2006
- Обладатель суперкубка Фарерских островов (1): 2007

«ХБ Торсхавн»
- Чемпион Фарерских островов (3): 2009, 2010, 2013
- Обладатель суперкубка Фарерских островов (2): 2009, 2010

### Личные
- Лучший игрок премьер-лиги Фарерских островов (4): 2001, 2009[4], 2010[5], 2013[6]
- Лучший полузащитник премьер-лиги Фарерских островов (1): 2013[6]
- Член Команды Года премьер-лиги Фарерских островов (1): 2013[7]

## Личная жизнь
Фроуи работает охранником в фарерской тюрьме. По причине занятости на работе в марте 2015 года он пропустил матч против сборной Румынии.